# 3e bataillon de volontaires de la Seine-Inférieure
Le 3e bataillon de volontaires nationaux de la Seine-Inférieure, était une unité militaire de l’armée française créé sous la Révolution française. Il fut également appelé plus simplement 3e bataillon de la Seine-Inférieure.

## Création et différentes dénominations
Le 3e bataillon de volontaires de la Seine-Inférieure est formé à 8 compagnies et 1 compagnie de grenadiers du 15 au 22 février 1792 à Rouen.
Il est dissous le 24 septembre 1793 lors de son amalgame pour former la 17e demi-brigade de première formation avec
- le 1er bataillon du 9e régiment d'infanterie (ci-devant Normandie)
- le 2e bataillon de volontaires de l'Indre

## Commandants
- 1792-1793 : Jean Samuel Demellet, lieutenant-colonel en chef, originaire de Vevey (pas d'autres renseignements).
- 1793-1794 : Jean-François Clerc, lieutenant-colonel en chef, originaire de Belfort.

## Historique des garnisons, combats et batailles

### 1792
Le bataillon est composé de 570 volontaires des divers districts, rassemblés à Rouen après le départ des 1er et 2e bataillon de volontaires de la Seine-Inférieure, le 15 février 1792. Le 3e bataillon est formé en compagnies et organisé en bataillon du 18 au 22 février 1792 par MM. Delamarre et Goube, commissaires du département.
 
Le bataillon est passé en revue aussitôt par le maréchal de camp Gilles Dominique de Boisgelin de Kerdu et le commissaire des guerres, et part pour Dieppe, où il tient garnison du 1er mars au 11 mai.
  
Désigné pour servir aux colonies, il se met en route à cette date pour Lorient, où il arrive le 28 février. Il est une nouvelle fois passé en revue le 26 juin, puis embarqué pour les îles le 22 juillet.
 
5 compagnies passent à Saint-Domingue en août et 4 à la Martinique. Mais ces dernières, comprenant 209 volontaires, sont déportées de la Martinique par Belhague et renvoyées en France, où elles débarquent à Brest.

### 1793
Les 4 compagnies rentrées en France sont à Quimperlé le 1er janvier 1793 et leur effectif, s'élève, le 3 avril, à 169 présents. 

Les représentants du peuple près l'armée des Côtes de Brest prennent à leur sujet 3 arrêtés consécutifs en vue de leur réorganisation en un bataillon complet.
 
Le 1er juin, ordre leur est donné par Gillet, Merlin et Cavaignac de compléter le bataillon au moyen de 542 recrues et d'officiers provisoirement nommés, conformément à l'article 10 du décret du 10 avril. Puis, le 17 juin, considérant qu'il ne peut se trouver « un nombre de soldats assez instruits pour devenir sous-officiers, encore moins officiers..., que, sur les 13 officiers actuels, il y en a 4 qui ne savent ni lire, ni écrire », il est nommé 13 officiers pris parmi ceux du 9e régiment d'infanterie de ligne.

Ainsi reconstitué, le bataillon est cantonné à Auray le 19 juillet, puis est envoyé en garnison à Belle-Ile-en-Mer en août. Finalement, par suite du refus formel des derniers officiers de quitter leur corps, Gillet, Ruelle, Cavaignac et Turreau arrêtent à Nantes, le 15 août, que les places demeurées vacantes seront remplies par de nouveaux titulaires, pris en grande partie dans le 3e bataillon de la Loire-Inférieure.
Le 1er septembre il est  embrigadé à Belle-Ile-en-Mer et amalgamé, le 24, avec le  1er bataillon du 9e régiment d'infanterie (ci-devant Normandie) et le 2e bataillon de volontaires de l'Indre pour former la 17e demi-brigade de première formation. 
Lors du second amalgame, en janvier 1796, la 17e demi-brigade est incorporée dans la première 46e demi-brigade de deuxième formation qui sera incorporée, en octobre 1796, dans l'artillerie de la marine, à Brest.
Les compagnies restées à Saint-Domingue, décimées par la maladie, demeurent dans la colonie. On ignore leur sort ultérieur.

## Biographie de personnes ayant servi au 3e bataillon de volontaires de la Seine-Inférieure

### Jean-François Clerc
Jean-François Clerc est né à Belfort le 12 juillet 1761. Volontaire dans la légion de Waldner en 1783, il passe dans la milice de Saint-Domingue en 1786. Rentré en France en 1790, il est élu lieutenant-colonel en second du 3e bataillon de la Seine-Inférieure le 20 février 1792, et devient chef de brigade le 16 juillet 1795.

### Jean Samuel Demellet
On ne sait pas grand chose de Jean-Samuel Demellet originaire de Vevey à l'exception qu'il fut élu lieutenant-colonel en chef du 3e bataillon de la Seine-Inférieure le 20 février 1792.